# Stalita pretneri
Espèce
Stalita pretneri est une espèce d'araignées aranéomorphes de la famille des Dysderidae.

## Distribution
Cette espèce est endémique de Croatie.

## Étymologie
Cette espèce est nommée en l'honneur d'Egon Pretner (1896-1982).

## Publication originale
- Deeleman-Reinhold, 1971 : Beitrag zur Kenntnis höhlenbewohnender Dysderidae (Araneida) aus Jugoslawien. Razprave slovenska akademija znanosti in umetnosti, vol. 14, p. 95-120.